# Raimondas Žutautas
Raimondas Žutautas (ur. 4 września 1972 w Kłajpedzie) – litewski piłkarz, pomocnik.

## Kariera piłkarska
W latach 1992-96 piłkarz kilku klubów litewskich. Od roku 1996 rozpoczęła się jego piłkarska kariera w Rosji - Ałanija Władykaukaz w latach 1997-99 (71 spotkań i 2 gole), w Izraelu - Maccabi Hajfa w latach 1999-03 (86 spotkań i 6 goli) oraz w Grecji - Panathinaikos AO w latach 2003-05 (21 spotkań i 2 gole).
W barwach reprezentacji Litwy rozegrał 40 spotkań i strzelił jednego gola.
W 2005 roku w barwach Panathinaikosu zakończył karierę.

## Kariera trenerska
Od 9 lutego 2010 był trenerem Reprezentacji Litwy. 12 października 2011, tuż po porażce z Czechami 1:4 w ramach eliminacji Euro 2012, które Litwa zakończyła na czwartym miejscu w grupie I, Žutautas zrezygnował z posady selekcjonera reprezentacji narodowej.